# Canário
O canário (Serinus canaria) é um pequeno pássaro canoro, membro da família Fringillidae. Este pássaro é originário dos Açores, da ilha da Madeira e das ilhas Canárias. O seu nome vem destas últimas, sendo que o nome das ilhas vem da palavra em latim canaria, que significa "dos cães", já que os romanos encontraram ali muitos cães selvagens.

## Nomes comuns
Na maioria dos países lusófonos, dá ainda pelo nome comum de canário-da-terra. Porém no Brasil outra ave é conhecida por esse nome, o canário-da-terra ou canário-da-terra-brasileiro (Sicalis flaveola brasiliense).
No Brasil o canário(Serinus canaria), é também conhecido como canário-belga, canário-do-reino, canário-do-império ou canário-doméstico.
O nome canário-do-reino foi-lhe dado no Brasil, para haver distinção ao canário-da-terra-brasileiro (Sicalis flaveola brasiliense), ave nativa desse território.

## Histórico
No ano de 1042, nas Ilhas Canárias, foram encontrados os primeiros canários. Após a ocupação da ilha pelos espanhóis, em 1478, foi que ficou conhecida a docilidade da espécie, e que era possível cria-los em cativeiro. Porém, foram os monges que obtiveram sucesso na criação dos pássaros reproduzindo a espécie em cativeiro. A venda dos canários era realizada somente pelos espanhóis, para evitar que outras pessoas conseguissem reproduzir o pássaro, apenas os machos eram vendidos enquanto as fêmeas eram mantidas. Isso acabou somente quando um navio carregado de canários naufragou, em 1662, e os tripulantes soltaram os pássaros que se espalharam por toda a Europa, encerrando assim o monopólio espanhol e dando inicio a reprodução de canários por outros países, além do surgimento de mutações da espécie, como o Canela, e o Roller.

## Características

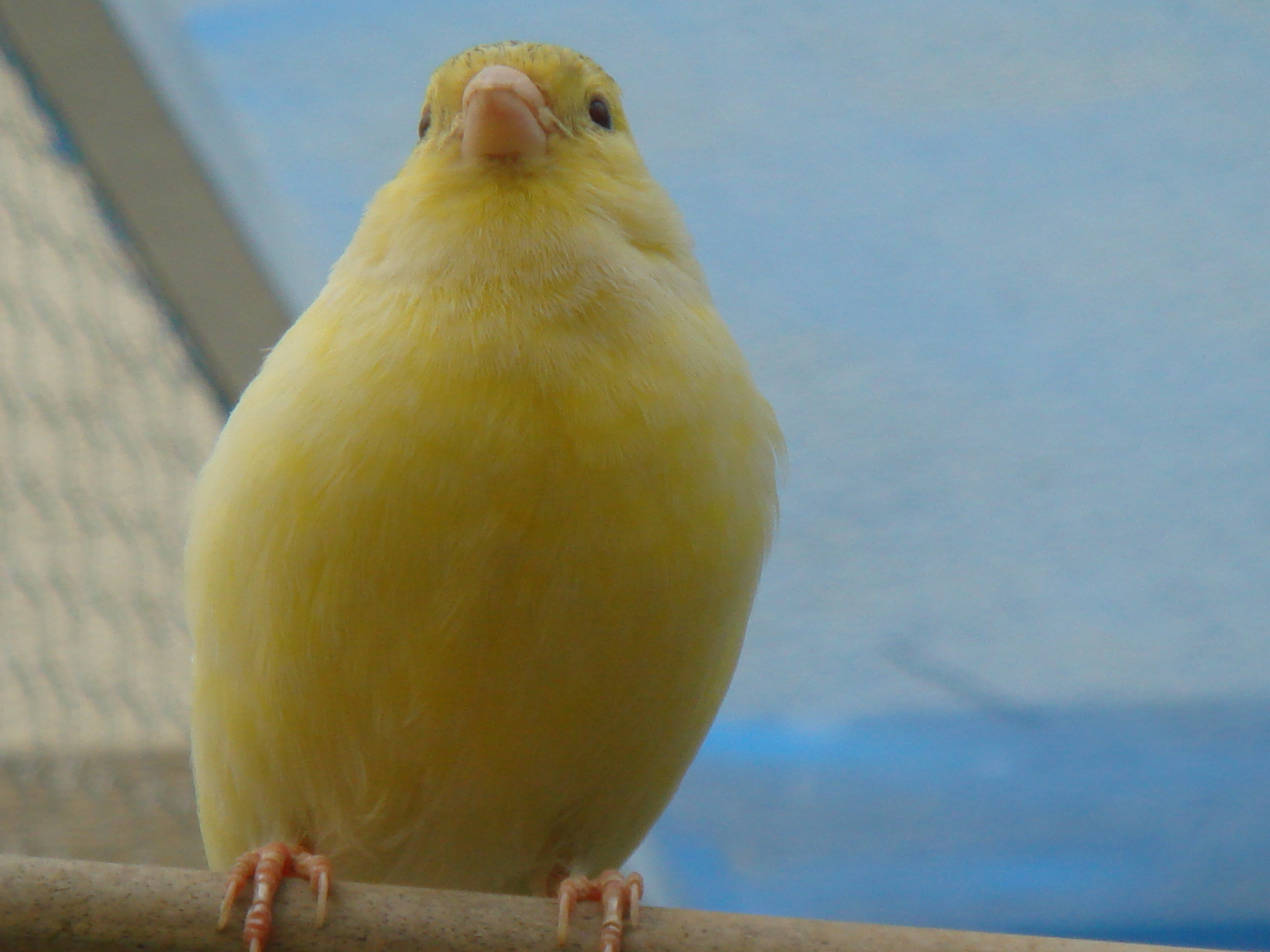
Canário

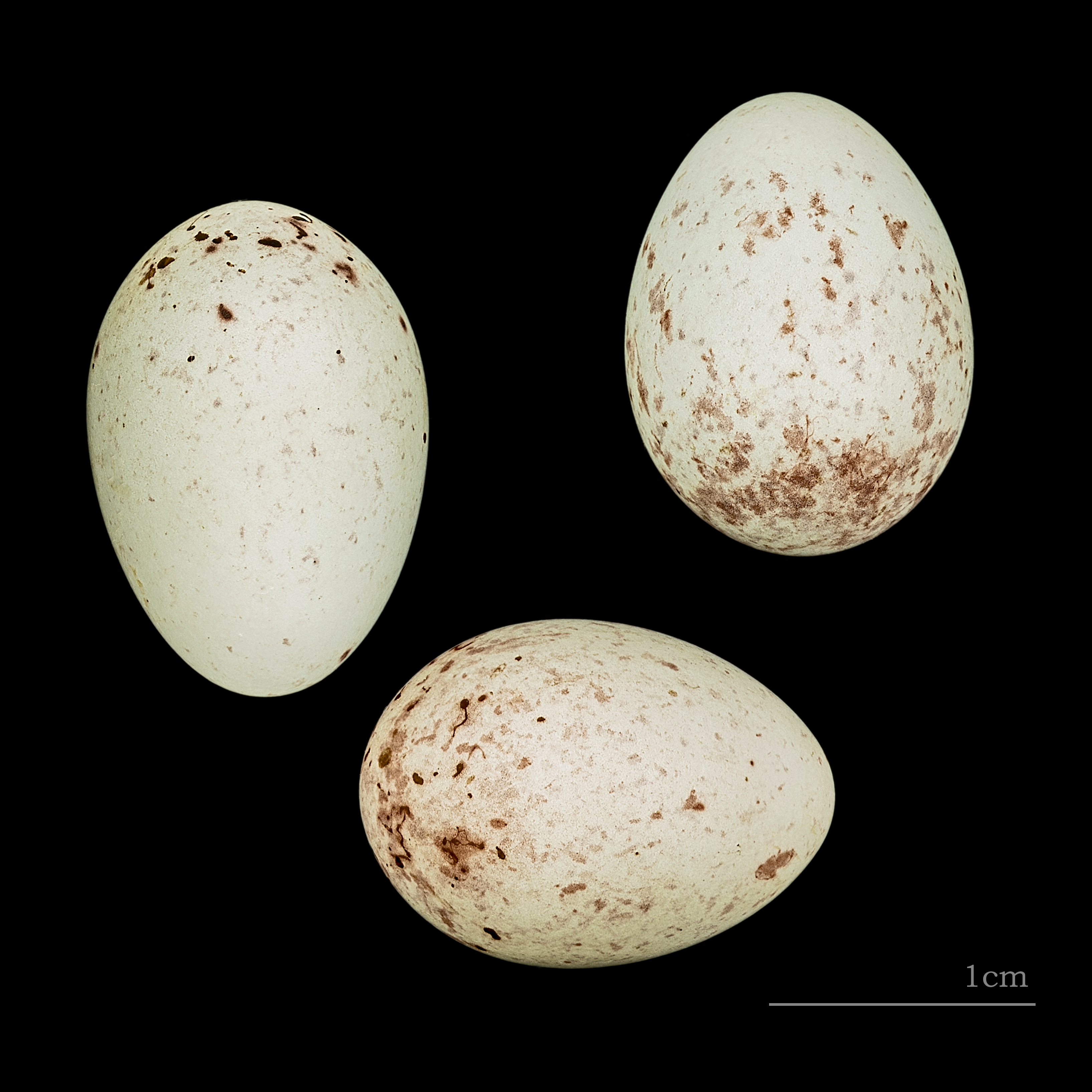
Serinus canaria canaria

É um pássaro com um comprimento total de 12,5 centímetros e com um comprimento de asa de 71 milímetros. A sua plumagem é geralmente amarelada com a parte inferior do ventre de cor clara.
As fêmeas têm uma coloração semelhante, mas mais acinzentada e menos brilhante.
No hemisfério norte o acasalamento ocorre entre Março e Junho dependendo das condições atmosféricas, porém no hemisfério sul a época mais favorável ao acasalamento ocorre entre agosto e dezembro, já a postura é de quatro a cinco ovos que têm um período de incubação de 13 a 15 dias. O ninho colocado, geralmente, a entre 4 e 6 metros do solo entre ramos de loureiros, pinheiros e grandes tojos arbóreos, é confeccionado com fibras vegetais, ervas e folhas de estevas. Aparece muitas vezes atapetado por líquenes, pêlos e penas. O macho não colabora na incubação mas quando os juvenis nascem é solicitado a procurar alimento. Os juvenis com três semanas de idade são já capazes de voar, permanecendo ainda um certo tempo na tutela materna.
No ramo da arte da criação de canários, há três grandes grupos:
- os canários com cor;
- os de porte e
- os de canto;

Os canários de cor, pela classificação da OBJO (Ordem Brasileira de Juízes de Ornitologia), contam hoje com quase 450 cores.
Segundo o Manual de Julgamento dos Canários de Porte da FOB(Federação Ornitológica Brasileira)/OBJO são cinco os grupos de porte, totalizando quarenta e três raças.
Porém ainda existe outro grupo que é o dos canários sem raça definida, popularmente conhecidos como "pé duro", que podem ter características diferentes com plumagens de diversas cores, altura ou porte físico diferente dos padrões.

## Criação[8]
No inicio da criação de canários, é recomendado que o criador crie apenas uma linha de cor. Também é recomendado associar-se a um clube ornitológico, para que haja interação com outros criadores, acompanhamento, orientações, conhecer outras experiências, etc. Na hora da escolha dos pássaros deve-se ter em mente pássaros jovens e saudáveis.
Devem ser observadas as pernas, os pés, a região ao redor do bico e narinas, se elas estão completamente limpas e lisas, livres de qualquer infestação. Dê preferência por canários que tenham sido anilhados. A anilha é como se fosse o registro da ave, a certidão de nascimento. É um pequeno anel metálico , contendo alguns dados sobre a ave, principalmente o ano de nascimento. Preferencialmente, tente adquirir pássaros do ano corrente ou, no máximo, do ano anterior. No caso de pássaros adultos, procure aquele que tenha somente duas chocas.
Os meses para uma boa compra de pássaros são os meses de março e abril, quando o criador tem uma maior possibilidade de escolha. Neste período, nunca deixe para última hora. Ao iniciar uma criação, adquira, no máximo, cinco casais.

## Alimentação
Os canários são animais granívoros, ou seja, alimenta-se de grãos e sementes que encontram em seu habitat. Criadores de canários costumam alimenta-los com misturas, que podem ser encontradas em comércios ou feitas em casa, utilizando sementes de alta qualidade, como: alpiste, painço, linhaça, colza, semente de rabanete, semente de alface, semente de endívia, aveia, semente de cânhamo, semente de niger. Esses pássaros também podem se alimentar de vegetais, frutas e legumes, que são muito importante para fornecê-los uma grande quantidade de vitaminas. Durante a época de reprodução é necessário adicionar cálcio a alimentação, esse nutriente pode ser encontrado em osso de siba e conchas de ostra moída.

## Novas cores de canário introduzidas por cruzamentos

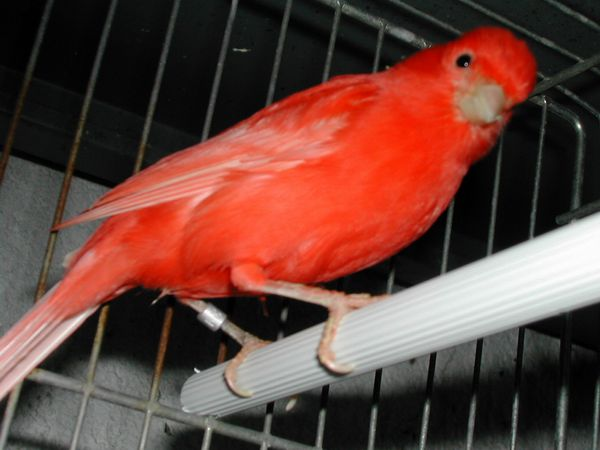
Canário Vermelho

A cor vermelha foi introduzida no canário doméstico pelo cruzamento com o Pintassilgo-da-venezuela (Spinus cucullatus ou Carduelis cucullata), também chamado Tarim ou Pintassilgo-vermelho-da-América-do-Sul.
O canário negro verdadeiro ainda não existe, mas está sendo tentado e poderia ser obtido pelo cruzamento do canário com o pintassilgo negro Carduelis atratus, conforme artigo do ornitólogo Giorgio de Baseggio.

## Canário-da-Terra
Na América do Sul, principalmente no Brasil existe o canário nativo, chamado de canário-da-terra ou canário-da-terra-brasileiro (Sicalis flaveola brasiliense). Esse canário não é da mesma espécie do canário-belga ou canário-do-reino (Serinus canaria), o canário-da-terra tem esse nome para distinguir do canário que vinha de fora. Assim tem-se o "canário-da-terra" (Sicalis flaveola brasiliense) e o "canário-belga" ou "canário-do-reino" (Serinus canaria). Por ser uma espécie nativa, a criação em cativeiro do canário-da-terra depende de autorização do IBAMA, e sua captura na natureza constitui crime ambiental.